# Shikimori’s Not Just a Cutie
Shikimori’s Not Just a Cutie (jap. 可愛いだけじゃない式守さん Kawaii dake ja nai Shikimori-san) – manga autorstwa Keigo Makiego, publikowana w serwisie Magazine Pocket wydawnictwa Kōdansha od lutego 2019 do lutego 2023.  
Na podstawie mangi studio Doga Kobo wyprodukowało serial anime, który emitowany był od kwietnia do lipca 2022.  

## Fabuła
Izumi i Shikimori są typową parą zakochanych. Jednak kiedy Izumi wpada w kłopoty z powodu swojego nieustannego pecha, Shikimori przychodzi mu z pomocą, stając się najfajniejszą dziewczyną w liceum.

## Bohaterowie
- Yuu Izumi (jap. 和泉 幽 Izumi Yū)

Seiyū: Shūichirō Umeda 
- Shikimori-san (jap. 式守さん)

Seiyū: Saori Ōnishi 
- Shu Inuzuka (jap. 犬束 秀 Inuzuka Shū)

Seiyū: Nobuhiko Okamoto 
- Kyo Nekozaki (jap. 猫崎 享 Nekozaki Kyō)

Seiyū: Misato Matsuoka 
- Yui Hachimitsu (jap. 八満 結 Hachimitsu Yui)

Seiyū: Rina Hidaka 
- Kamiya-san (jap. 狼谷さん)

Seiyū: Ayaka Fukuhara 
- Motoko Izumi (jap. 和泉 許子 Izumi Motoko)

Seiyū: Emi Shinohara 
- Akisada Izumi (jap. 和泉 明貞 Izumi Akisada)

Seiyū: Naomi Kusumi 
- Miyabi Shikimori (jap. 式守 雅 Shikimori Miyabi)

Seiyū: Romi Park 
- Fuji Shikimori (jap. 式守 藤 Shikimori Fuji)

Seiyū: Hiro Shimono 
- Rika Isana (jap. 鯨 里歌 Isana Rika)

- Saruogi (jap. 猿荻)

## Manga
Manga autorstwa Keigo Makiego, była publikowana w witrynie i aplikacji Magazine Pocket od 2 lutego 2019 do 18 lutego 2023. Wydawnictwo Kōdansha zebrało jej rozdziały w 20 tankōbonach, wydanych między 7 czerwca 2019 a 7 kwietnia 2023.
| Nr | Data wydania (język japoński) | ISBN (język japoński)  |
| -- | ----------------------------- | ---------------------- |
| 1  | 7 czerwca 2019                | ISBN 978-4-06-516223-1 |
| 2  | 9 września 2019               | ISBN 978-4-06-516891-2 |
| 3  | 9 grudnia 2019                | ISBN 978-4-06-518339-7 |
| 4  | 9 marca 2020                  | ISBN 978-4-06-518777-7 |
| 5  | 9 lipca 2020                  | ISBN 978-4-06-519740-0 |
| 6  | 9 października 2020           | ISBN 978-4-06-521020-8 |
| 7  | 8 stycznia 2021               | ISBN 978-4-06-522032-0 |
| 8  | 9 kwietnia 2021               | ISBN 978-4-06-522880-7 |
| 9  | 9 lipca 2021                  | ISBN 978-4-06-524019-9 |
| 10 | 8 października 2021           | ISBN 978-4-06-525745-6 |
| 11 | 7 stycznia 2022               | ISBN 978-4-06-526594-9 |
| 12 | 9 marca 2022                  | ISBN 978-4-06-527271-8 |
| 13 | 9 maja 2022                   | ISBN 978-4-06-527850-5 |
| 14 | 8 lipca 2022                  | ISBN 978-4-06-528383-7 |
| 15 | 7 października 2022           | ISBN 978-4-06-528383-7 |
| 16 | 9 grudnia 2022                | ISBN 978-4-06-529948-7 |
| 17 | 9 lutego 2023                 | ISBN 978-4-06-530330-6 |
| 18 | 9 lutego 2023                 | ISBN 978-4-06-530742-7 |
| 19 | 7 kwietnia 2023               | ISBN 978-4-06-531347-3 |
| 20 | 7 kwietnia 2023               | ISBN 978-4-06-531348-0 |

## Anime
W styczniu 2021 serwis Magazine Pocket podał do wiadomości na swoim oficjalnym koncie na Twitterze, że seria otrzyma adaptację w formie telewizyjnego serialu anime, za produkcję którego odpowiedzialne będzie studio Doga Kobo. Serial wyreżyserował Ryota Itoh, a rolę asystenta reżysera pełnił Shōhei Yamanaka. Scenariusz napisała Yoshimi Narita, projektuje postacie zaprojektowała Ai Kikuchi, a muzykę skomponował Hiroaki Tsutsumi. Anime było emitowane od 10 kwietnia do 10 lipca 2022 w stacjach ABC i TV Asahi. Motywem przewodnim jest „Honey Jet Coaster” w wykonaniu Nasuo☆, kończącym zaś „Route Blue” autorstwa Yuki Nakashimy. Prawa do emisji poza Azją nabył Crunchyroll, natomiast licencję na serial w Azji Południowej i Południowo-Wschodniej zakupiło Muse Communication.
11 kwietnia 2022 Crunchyroll ogłosił, że seria otrzyma angielski dubbing, którego premiera odbyła się 23 kwietnia.

### Lista odcinków
| №   | Tytuł | Premiera         |
| --- | --- | ---------------- |
| 1   | My Girlfriend Is Super Cute Boku no kanojo wa totemo kawaii (僕の彼女はとてもかわいい) | 10 kwietnia 2022 |
| 2   | Wind and Clouds, Ball Sports Tournament! Fūun, kyūgi taikai! (風雲、球技大会！) | 17 kwietnia 2022 |
| 3   | Misfortune, Followed by Sunshine Fukō nochi, hare (不幸のち、晴れ) | 24 kwietnia 2022 |
| 4   | How They Each Feel at the Start of Summer Rikka, sorezore no omoi (立夏、それぞれの想い) | 1 maja 2022      |
| 5   | Jolly Times at the River! Ukiuki kawa asobi! (ウキウキ川あそび！) | 8 maja 2022      |
| 6   | With Fireworks Comes Summer’s End Natsu zo hedataru hanabi ka na (夏ぞ隔たる花火かな) | 15 maja 2022     |
| SP1 | Recap Special Issho ni miyou! TV Anime “Kawaii dake ja nai Shikimori-san” dai 1-wa ōdio komentarī SP (いっしょに見よう！TVアニメ『可愛いだけじゃない式守さん』第1話オーディオコメンタリーSP) | 22 maja 2022     |
| 7   | Cultural Festival I Bunkasai ichi (文化祭I) | 29 maja 2022     |
| 8   | Cultural Festival II Bunkasai ni (文化祭II) | 5 czerwca 2022   |
| SP2 | Best of Special Min’na de erabou! TV Anime “Kawaii dake ja nai Shikimori-san” Mei shīn furikaeri SP (みんなで選ぼう！TVアニメ『可愛いだけじゃない式守さん』名シーン振り返りSP)               | 12 czerwca 2022  |
| 9   | Innocence and Clumsiness Mujaki-sa to bukiyō-sa (無邪気さと不器用さ) | 19 czerwca 2022  |
| 10  | The Desire to Win Kachitai kimochi (勝ちたい気持ち) | 26 czerwca 2022  |
| 11  | Not Just a Cutie Kawaii dake ja nai (可愛いだけじゃない) | 3 lipca 2022     |
| 12  | Better Than a Dream Yume yori mo (夢よりも) | 10 lipca 2022    |